# Lena Headey
Lena Kathren Headey (sinh ngày 3 tháng 10 năm 1973) là một nữ diễn viên,diễn viên lồng tiếng và nhà sản xuất phim người Anh.Headey từng tham gia diễn chính trong các phim điện ảnh ví dụ như The Brothers Grimm (2005), 300 (2007) hay The Red Baron Năm 2011, cô vào vai nữ hoàng Cersei Lannister trong loạt phim cổ trang Game of Thrones của đài HBO. Với vai diễn này, cô đã nhận được ba đề cử giải Primetime Emmy liên tiếp (2014-2016) và một đề cử giải Quả cầu vàng năm 2016. Năm 2017, Headey là một trong những diễn viên được trả lương cao nhất trên truyền hình với khoản thù lao khoảng 2 triệu bảng Anh cho mỗi tập Game of Thrones.

## Sự nghiệp

### Phim điện ảnh
| Năm  | Phim                                       | Vai diễn                    | Ghi chú |
| ---- | ------------------------------------------ | --------------------------- | ------- |
| 1992 | Waterland                                  | Mary (trẻ)                  |         |
| 1993 | The Remains of the Day                     | Lizzie                      |         |
| 1994 | Cậu Bé Rừng Xanh                           | Katherine 'Kitty' Brydon    |         |
| 1997 | Mrs. Dalloway                              | Sally (trẻ)                 |         |
| 1999 | Onegin                                     | Olga Larina                 |         |
| 2000 | Aberdeen                                   | Kairo 'Kaisa' Heller        |         |
| 2001 | The Parole Officer                         | Emma                        |         |
| 2002 | Possession                                 | Blanche Glover              |         |
| 2003 | The Actors                                 | Dolores                     |         |
| 2005 | Anh Em Nhà Grimm                           | Angelika                    |         |
| 2005 | The Cave                                   | Kathryn                     |         |
| 2005 | Imagine Me and You                         | Luce                        |         |
| 2006 | 300                                        | Hoàng hậu Gorgo             |         |
| 2007 | The Contractor                             | Thanh tra Annette Ballard   |         |
| 2007 | St Trinian's                               | Cô Dickinson                |         |
| 2008 | The Broken                                 | Gina                        |         |
| 2009 | Tell-Tale                                  | Elizabeth Clemson           |         |
| 2010 | Pete Smalls Is Dead                        | Shannah                     |         |
| 2012 | Dredd                                      | Madeline "Ma-Ma" Madrigal   |         |
| 2013 | Ngày thanh trừng                           | Mary Sandin                 |         |
| 2013 | Vũ Khí Bóng Đêm: Thành Phố xương           | Jocelyn Fray                |         |
| 2013 | The Adventurer: The Curse of the Midas Box | Monica                      |         |
| 2014 | 300 Chiến Binh: Đế Chế Trỗi Dậy            | Hoàng hậu Gorgo             |         |
| 2015 | Zipper                                     | Jeannie Ellis               |         |
| 2016 | Pride and Prejudice and Zombies            | Lady Catherine de Bourgh    |         |
| 2017 | Thumper                                    | Ellen                       |         |
| 2019 | Fighting with My Family                    | Julia "Sweet Saraya" Knight |         |
| 2021 | Gunpowder Milkshake                        | Scarlet                     |         |
| 2021 | Twist                                      | Sikes                       |         |

### Phim dài tập
| Năm         | Phim                                    | Vai diễn                                                        | Ghi chú    |
| ----------- | --------------------------------------- | --------------------------------------------------------------- | ---------- |
| 1993        | Soldier Soldier                         | Shenna Bowles                                                   |            |
| 1996 - 1997 | Band of Gold                            | Colette                                                         |            |
| 2008 - 2009 | Terminator: The Sarah Connor Chronicles | Sarah Connor                                                    |            |
| 2011 - 2019 | Trò chơi vương quyền                    | Cersei Lannister                                                |            |
| 2016 - 2018 | Thợ săn yêu tinh: Truyền thuyết Arcadia | Morgana le Fay/Quý bà xanh/The Eldritch Queen/Argante/Baba Yaga | Lồng tiếng |
| 2020        | Pháp sư: Chuyện xứ Arcadia              | Morgana le Fay/Quý bà xanh/The Eldritch Queen/Argante/Baba Yaga | Lồng tiếng |

### Phim truyền hình
| Năm  | Phim                | Vai diễn            | Ghi chú |
| ---- | ------------------- | ------------------- | ------- |
| 1994 | Fair Game           | Ellie               |         |
| 1995 | Loved Up            | Sarah               |         |
| 1998 | Merlin              | Hoàng hậu Guinevere |         |
| 2002 | The Gathering Storm | Ava Wigram          |         |
| 2008 | Ultra               | Penny / Ultra       |         |